# Mount Leech (Thurston-Insel)
Mount Leech ist ein Berg im Zentrum der Thurston-Insel vor der Eights-Küste des westantarktischen Ellsworthlands. In den Walker Mountains ragt er 8 km nordwestlich des Mount Hubbard auf.
Seine Position wurde erstmals anhand von Luftaufnahmen der United States Navy vom Dezember 1946 während der Operation Highjump (1946–1947) bestimmt. Das Advisory Committee on Antarctic Names benannte ihn nach dem US-amerikanischen Entomologen Robert E. Leech, der im Rahmen des United States Antarctic Program zwischen 1959 und 1960 Studien zum Insektenvorkommen in den Regionen des Rossmeers, der Bellingshausen-See und der Amundsen-See unternahm.